# Mark Buehrle
Mark Alan Buehrle (Saint Charles, 23 marzo 1979) è un ex giocatore di baseball statunitense, che ha giocato nel ruolo di lanciatore nella Major League Baseball (MLB).

## Carriera

### Carriera professionista

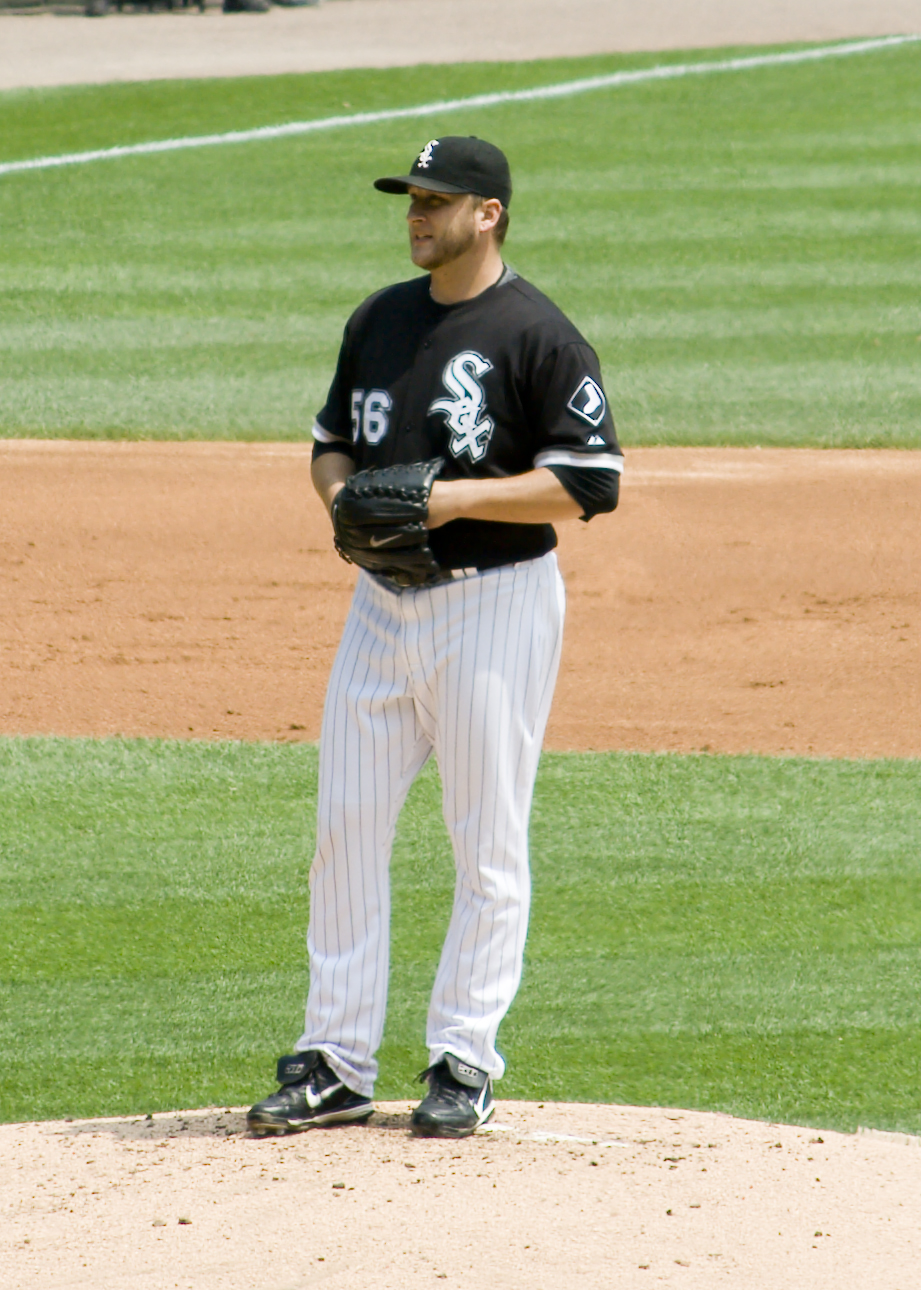
Buehrle con i White Sox nel 2009

Mark Alan Buehrle nacque a Saint Charles nello stato del Missouri, dove frequentò la Francis Howell North High School. Dopo essersi diplomato si iscrisse al Jefferson College di Hillsboro, e da lì venne selezionato nel 38 turno del draft MLB 1998, dai Chicago White Sox, diventando in seguito un lanciatore professionista del campionato professionistico americano, la Major League Baseball. Buehrle debuttò nella MLB il 16 luglio 2000, al Comiskey Park di Chicago, contro i Milwaukee Brewers.
Selezionato quattro volte per prendere parte all'All-Star Game è stato vincitore per quattro volte di fila (a partire dal 2009) sia del Guanto d'oro nella categoria dei lanciatori che del Fielding Bible Award.
Nel 2005, Buehrle ha vinto le World Series con i Chicago White Sox mentre a livello personale ha lanciato un no-hitter il 18 aprile del 2007 contro i Texas Rangers, concedendo solo una base su ball al battitore Sammy Sosa che gli impedì di compiere una partita perfetta. Vi riuscì invece il 23 luglio 2009, quando realizzò il 18º perfect game nella storia della MLB contro i Tampa Bay Devils Rays. Dopo la gara contro Tampa, stabilì un nuovo record della MLB, continuato ad eliminare un totale di 45 battitori senza concedere una base.
Buehrle si ritirò al termine della stagione 2015.

## Palmarès

### Club
- World Series: 1

Chicago White Sox: 2005

### Individuale
- MLB All-Star (2002, 2005, 2006, 2009, 2014)
- Guanti d'oro (2009, 2010, 2011, 2012)
- Fielding Bible (2009, 2010, 2011, 2012)
- Perfect game (18 luglio 2009)
- No-hitter (23 luglio 2007)
- Numero 56 ritirato dai Chicago White Sox